# Rawalsar
Rawalsar es un pueblo y nagar Panchayat  situado en el distrito de Mandi,  en el estado de Himachal Pradesh (India). Su población es de 1821 habitantes (2011). 

## Demografía
Según el censo de 2011 la población de Rawalsar era de 1821 habitantes, de los cuales 984 eran hombres y 837 eran mujeres. Rawalsar tiene una tasa media de alfabetización del 85,57%, superior a la media estatal del 82,80%: la alfabetización masculina es del 89,78%, y la alfabetización femenina del 80,63%.

## Galería de imágenes

Rawalsar - Rewalsar
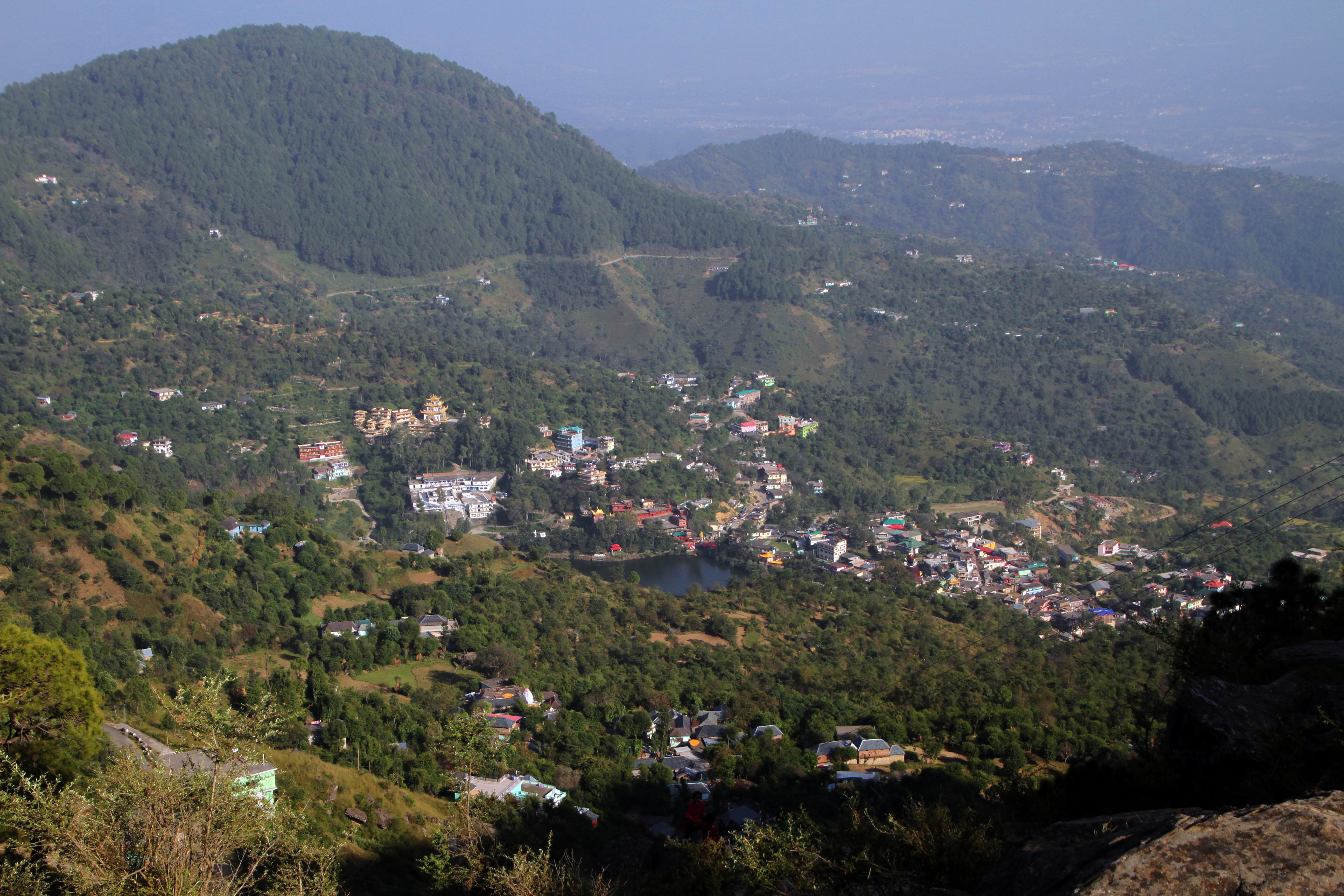
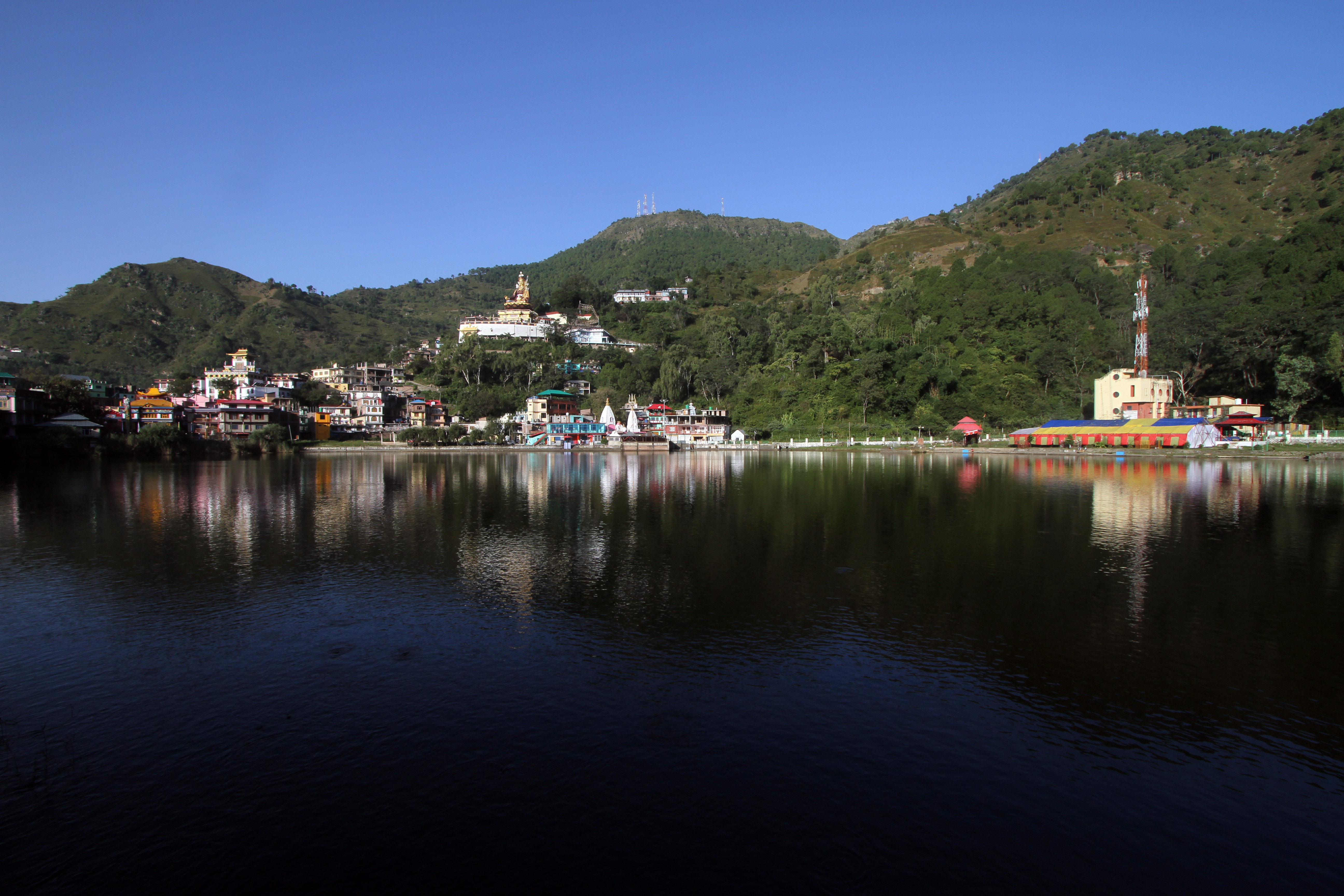
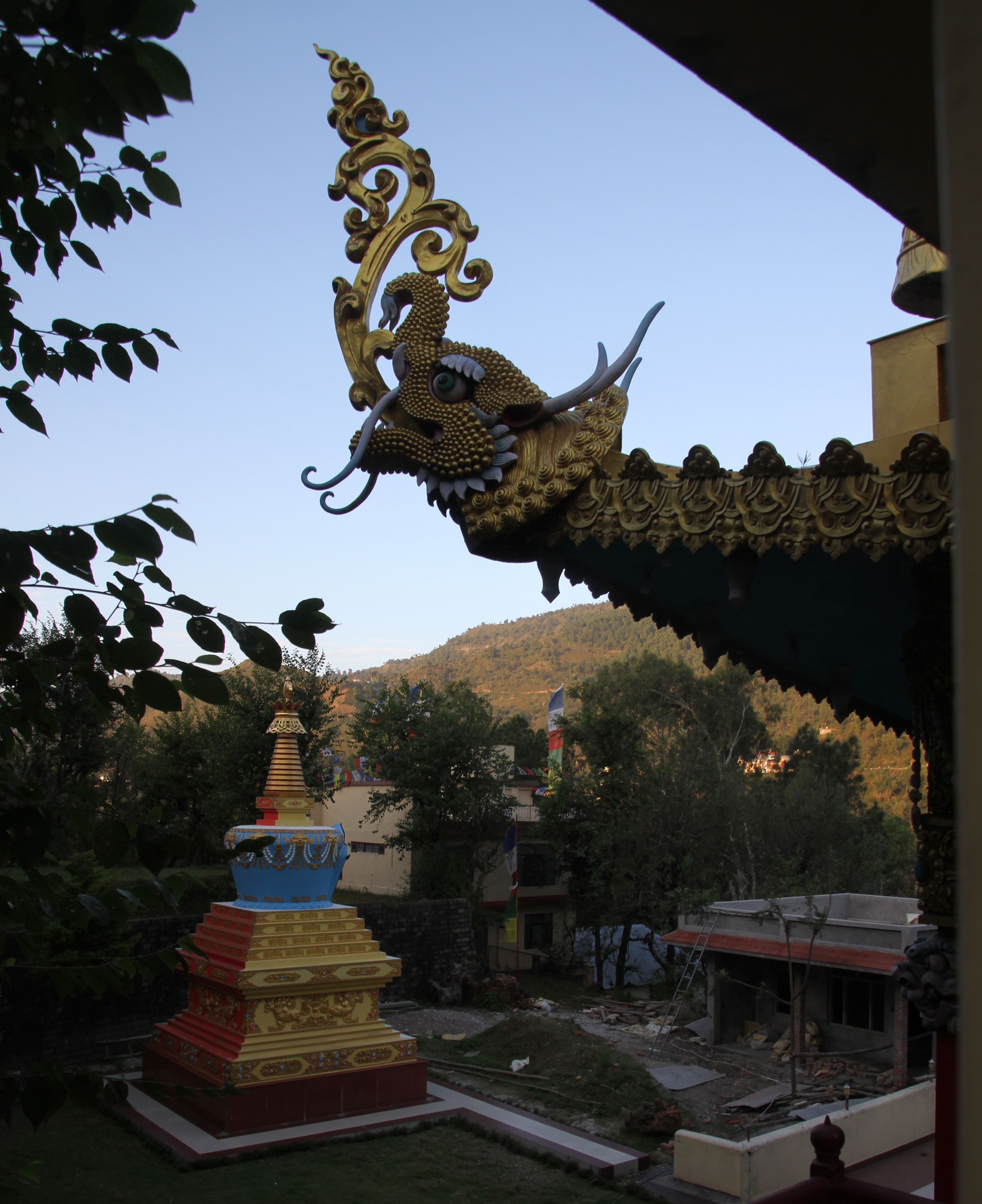
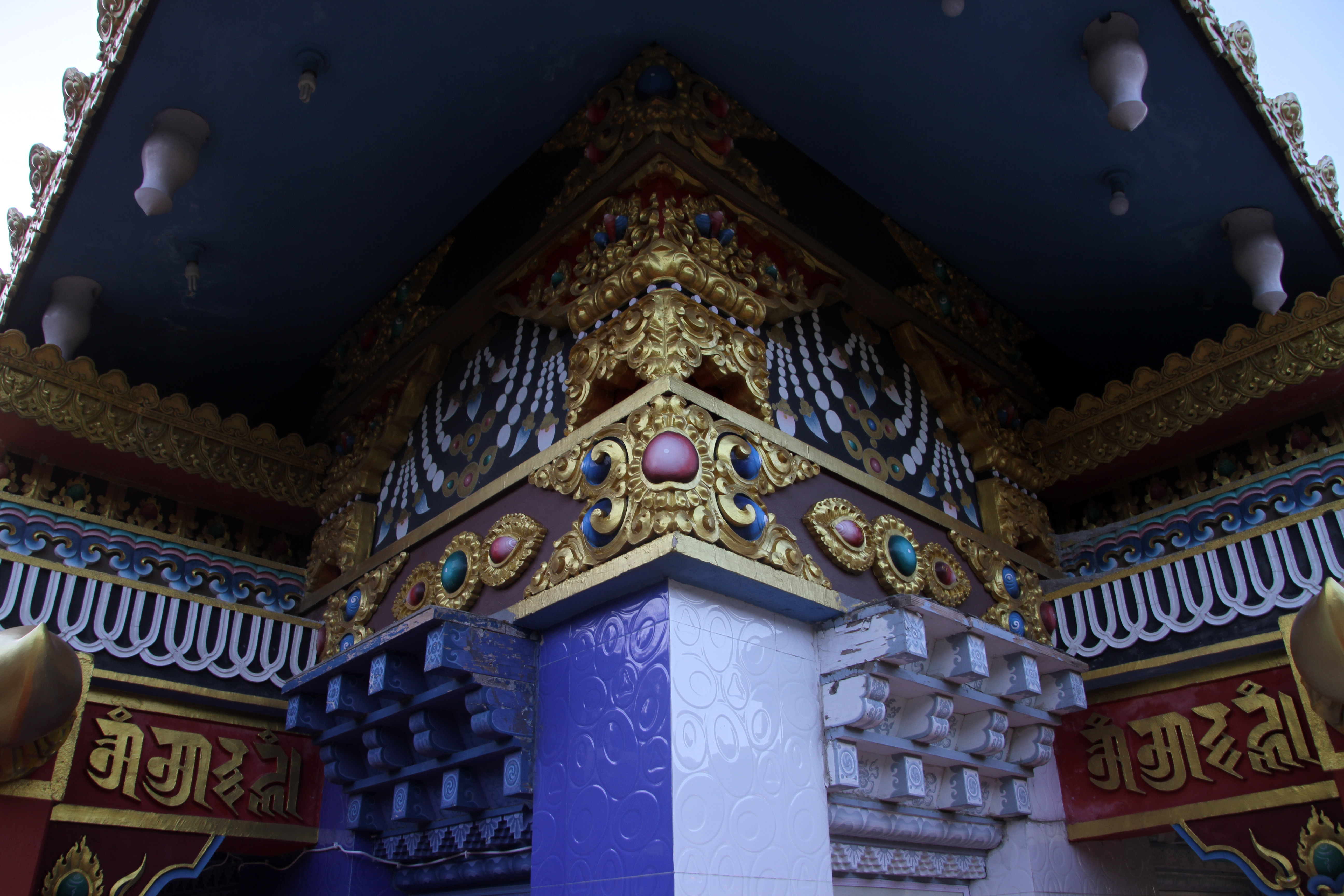
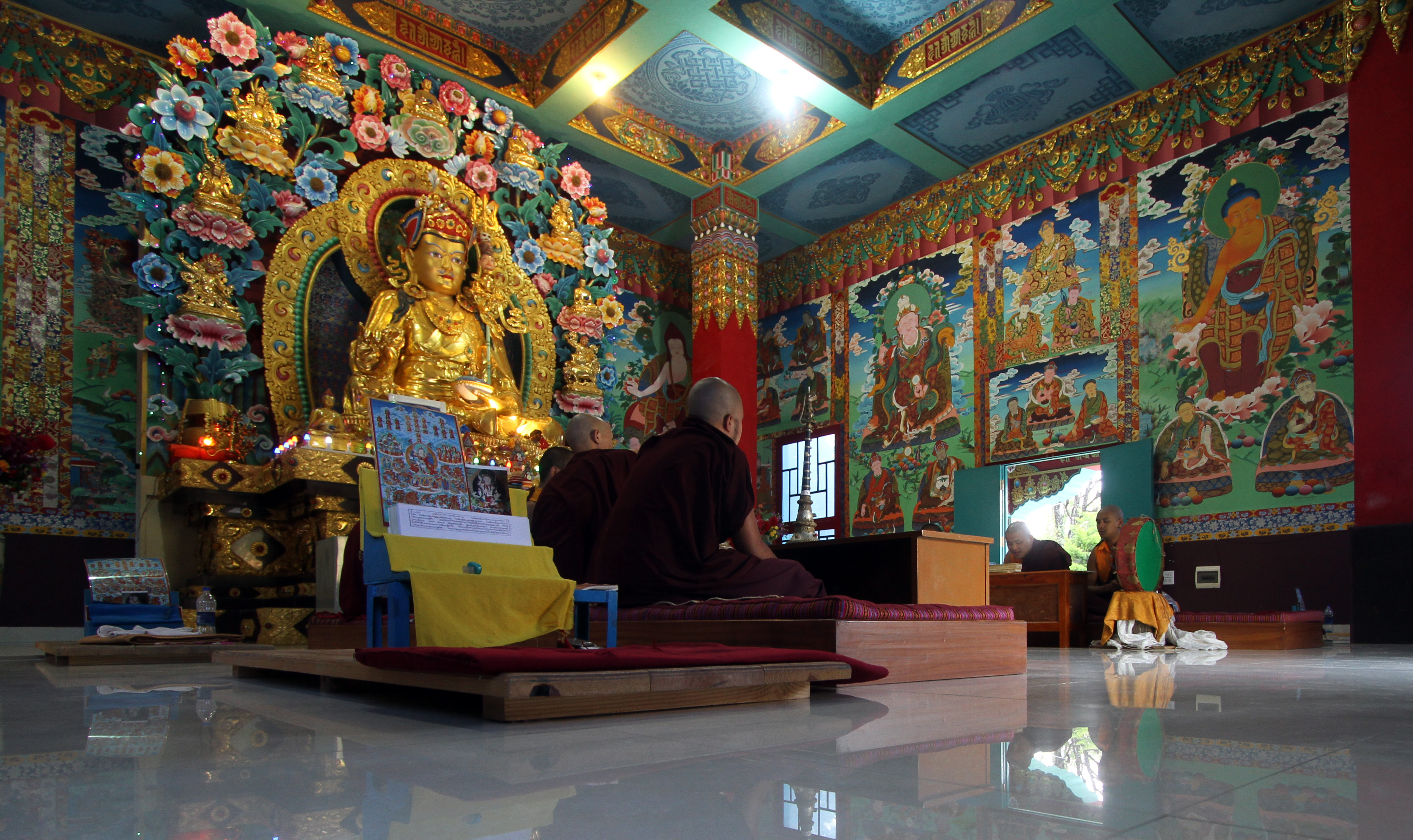
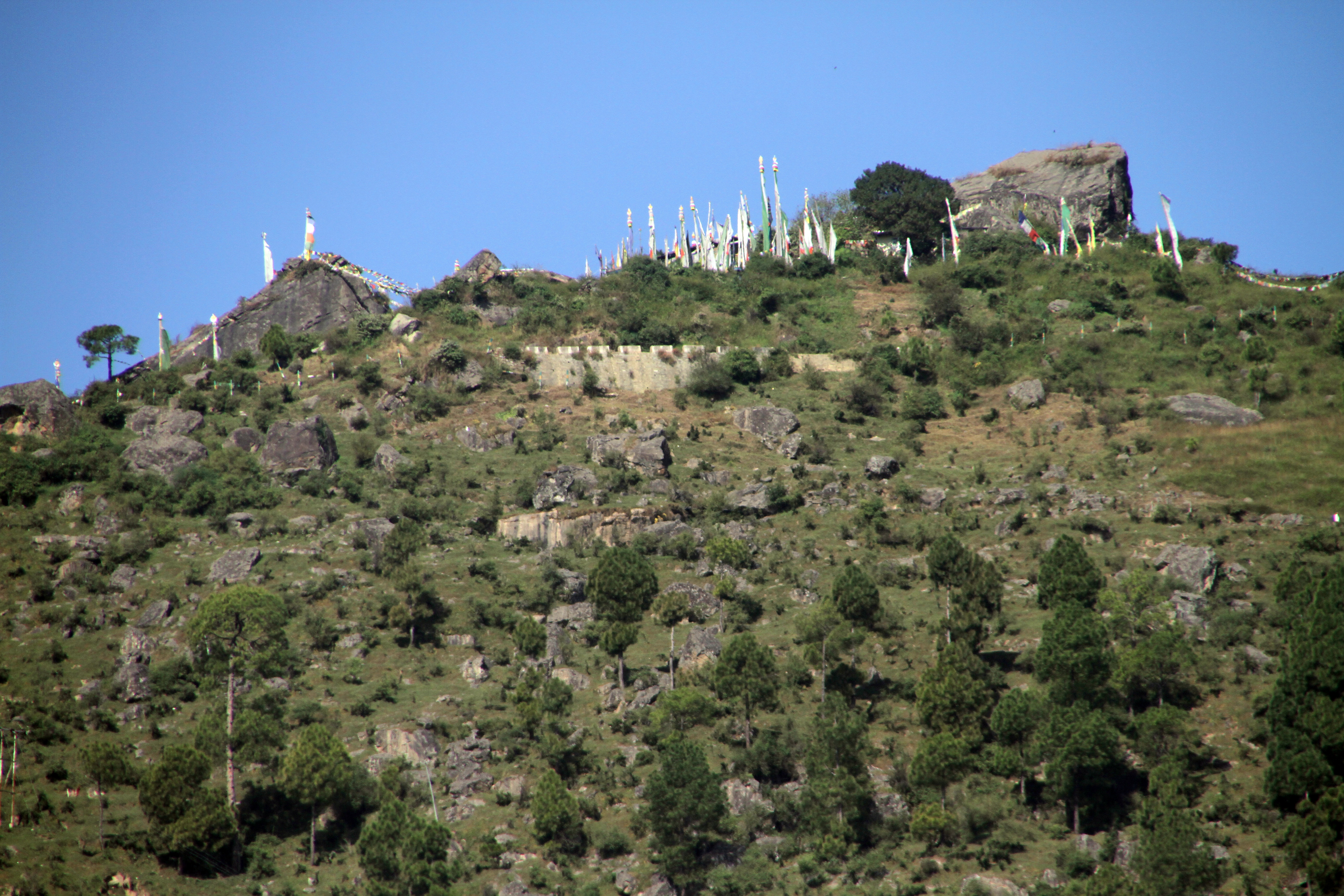
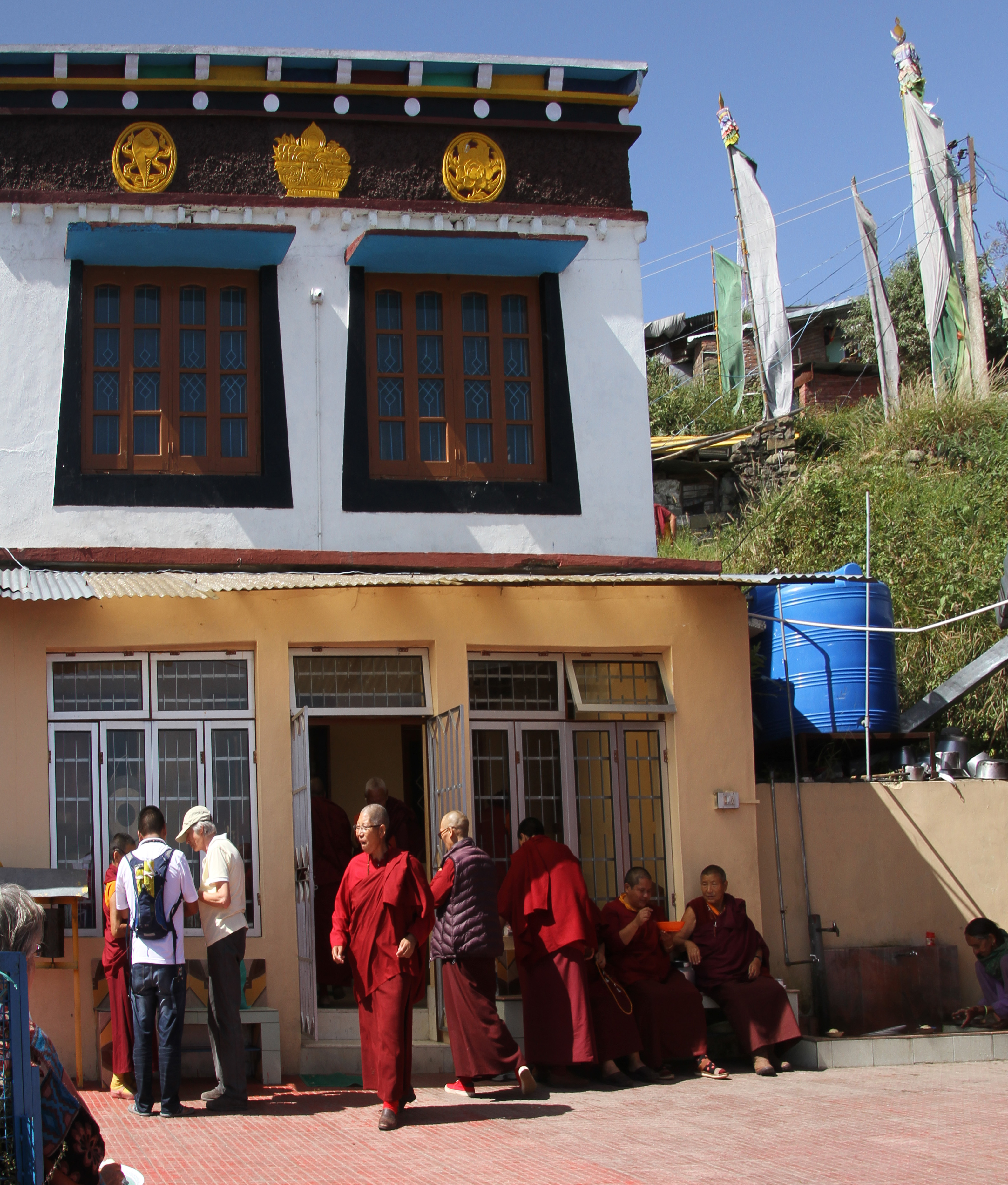
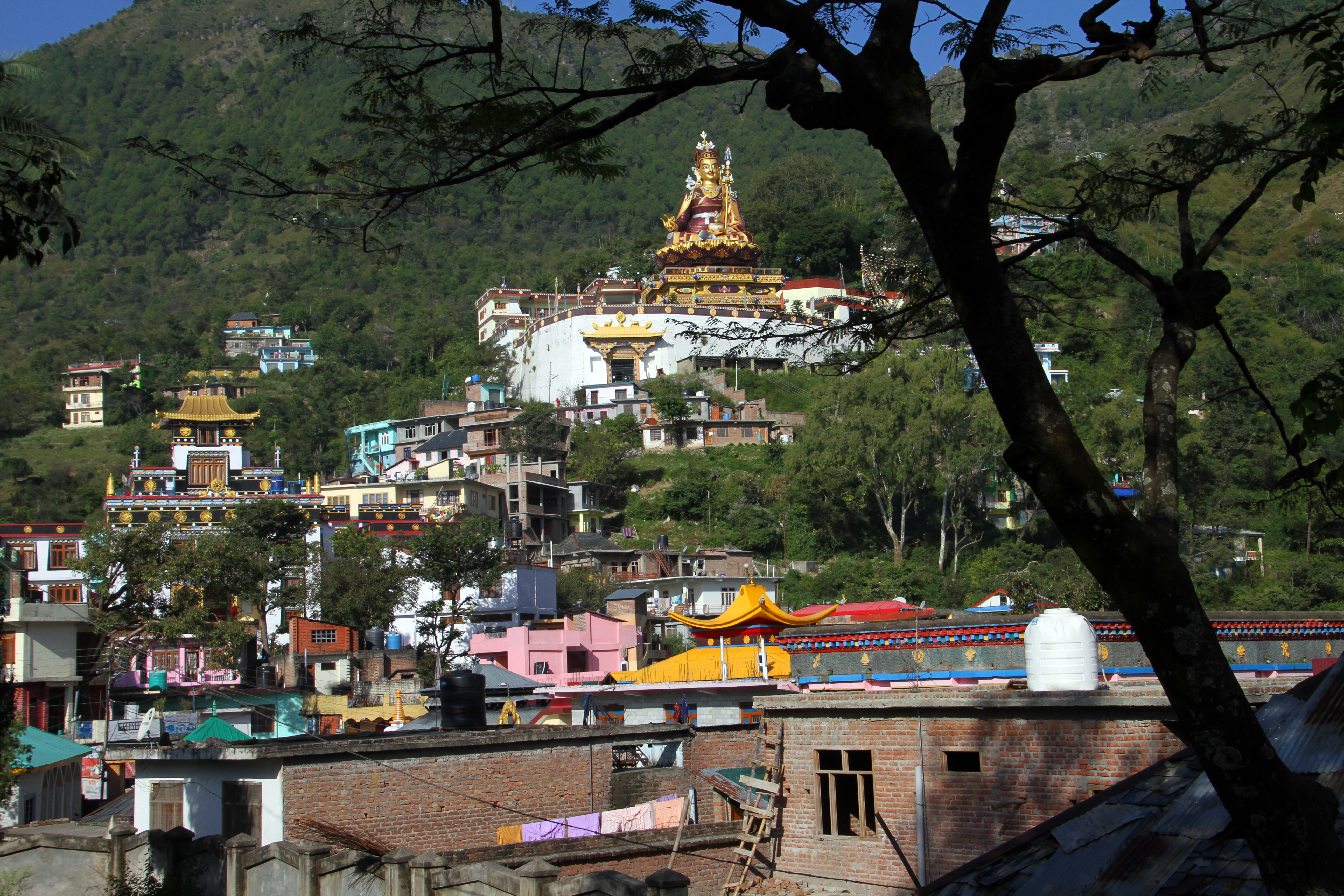
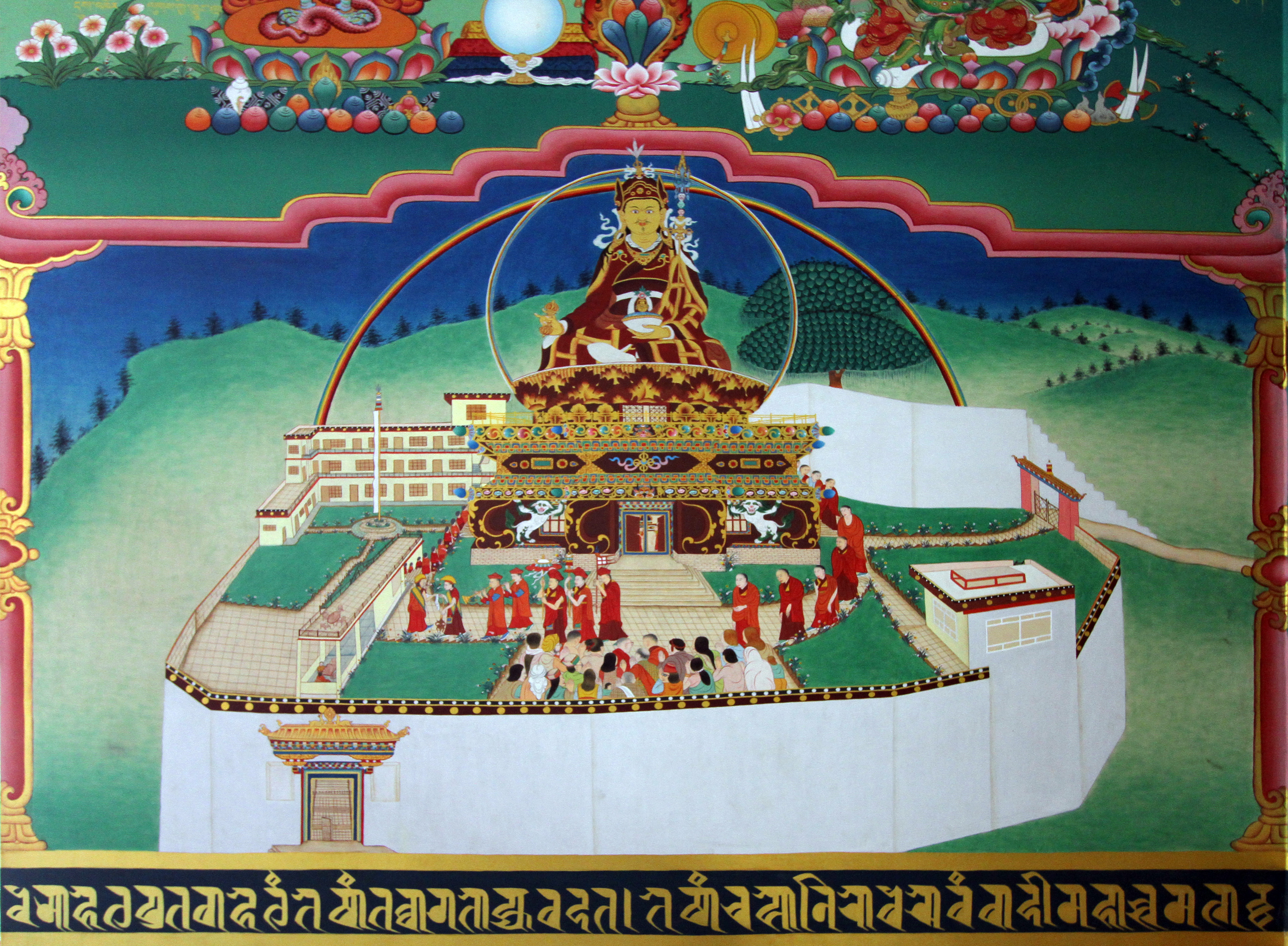